# 모아이
모아이(영어: Moai, 스페인어: Moái, 문화어: 모아이스)는
1250년부터 1500년 사이 폴리네시아 동부 칠레 이스터섬에서 라파누이족에 의해 조각된 사람 얼굴 모양의 석상이다. 크기 3.5 미터, 무게 20톤가량 되는 것이 많지만, 큰 것은 20 미터에 90톤까지 되는 것도 있다. 
섬 전체에 걸쳐 600여 개의 모아이 상이 흩어져 있는데 대부분의 석상은 한 방향만을 가리키며 서있다. 
서기 400년부터 만들어진 것으로 추정이 되며 누가 만들었으며 모아이가 생긴 이유와 모아이를 제작한 방법의 논란에 대해서는 여러 가지 설이 있다. 
이스터섬의 문명이 알려지지 않은 불명의 거주민이 만들었다는 설, 칠레 지방 주민의 일부가 누군가를 신격화 시키기 위해 이스터섬에 모아이를 조각했다는 설, 외계인이 세웠다는 설, 거주민이 외계인과 접촉하여 외계인들로부터 설계 방법을 배워서 만들었다는 설 등 수많은 추측들이 난무하지만 과학적 조사 결과 석상의 재질이 제주도의 돌하르방 같은 현무암 재질이어서 조각하기가 쉬웠다는 사실이 밝혀졌다. 
1986년 노르웨이의 헤위에르달은 각각 5톤하고 9톤의 모아이를 나무로 된 도구만을 사용하여 옮기는 실험을 시도했다. 
실험은 실패했지만 다시 조사한 이스터 섬의 주민들과의 면담에서 이들은 모아이가 '짧은 귀' 부족과 '긴 귀' 부족에 의해 세워졌다고 말하였다. 
그러나 어떻게 제작하게 되었는지에 대해서는 아직도 풀리지 않는 수수께끼로 남아 있다.

## 이스터 섬 주민들의 건물
이곳 이스터 섬에 거주하는 주민들은 모아이 석상을 신성시 여겨 반드시 어떠한 건물이든 모아이 석상의 높이보다 낮게 짓는다고 한다. 따라서 이스터 섬에서 가장 높게 건축한 건물의 높이는 3미터에 불과하다. 이유는 앞에서 말했듯이 가장 작은 크기의 모아이 석상의 높이가 3.5m이기 때문이다.

## 이스터 섬의 나무들이 사라진 이유
라파누이 사람들이 이스터 섬에 들어오면서 쥐들도 같이 들어와 빠르게 번식하여 많은 나무의 나무 열매를 먹어 버려 나무가 사라지게 되었다, 모아이 석상을 옮기느라 사람들이 다 잘라버렸다 등 여러 설이 있지만 이것은 단지 추측에 불과하다.

## 모아이의 전설

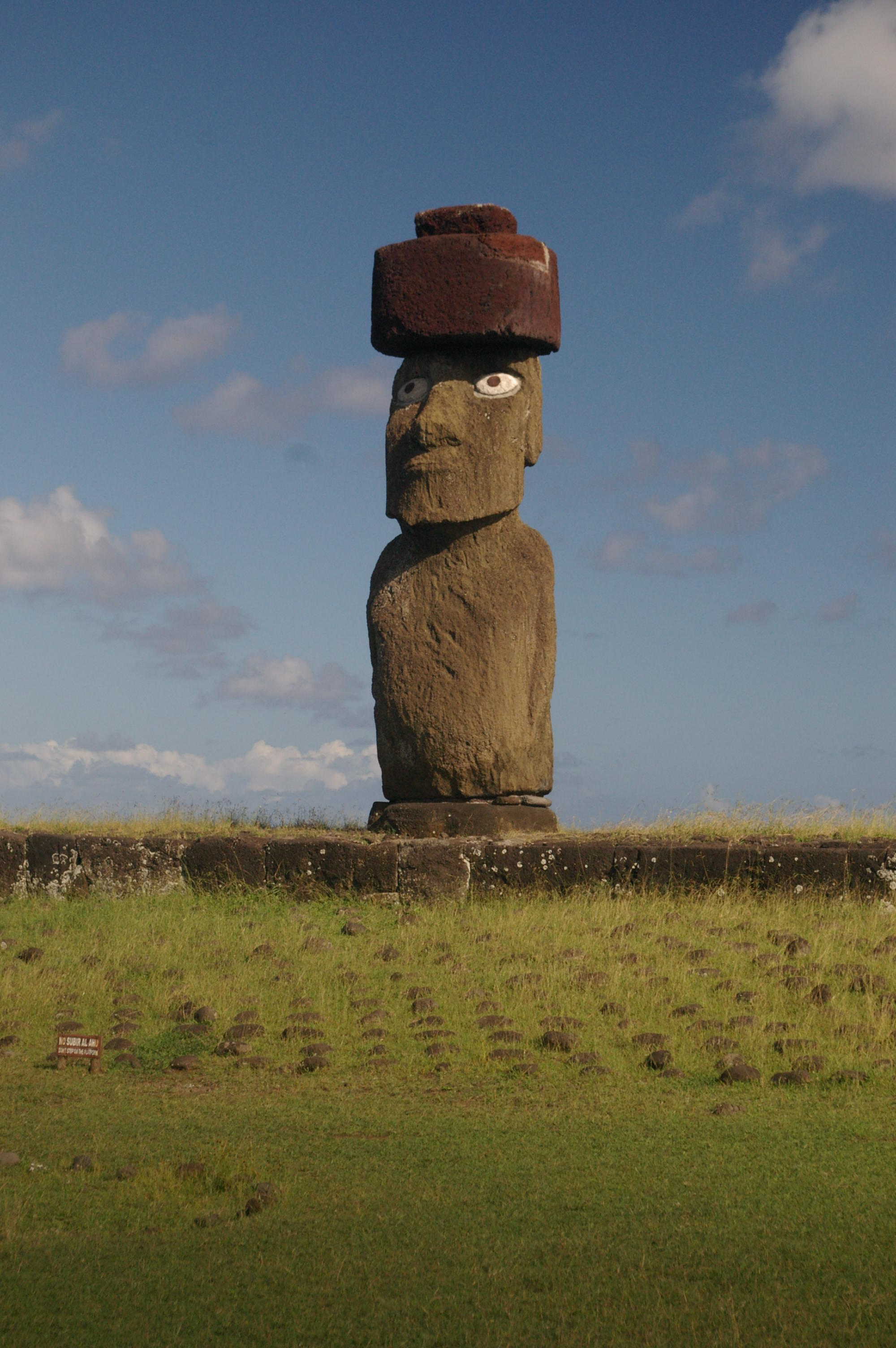
모아이의 원래 모습. 눈이 있고 모자를 썼다.

전설에 의하면 라파누이 사람들이 처음 이스터 섬에 들어왔을 땐 이스터 섬은 숲이 우거진 섬이였다. 하지만 이스터 섬에서 모아이를 만들기 위해 나무를 베고 낚시를 하기 위한 카누를 만들기 위해 나무를 베는 등 나무를 빠른 시간 안에 소모했다. 원래 모아이는 눈이 달려있었고 모자를 쓴 상태였다. 그런데 라파누이 사람들은 경쟁적으로 모아이를 만들어대기 시작하면서 나무를 기하급수적으로 많이 소모했다. 결국 나무는 모두 소모했으며 카누를 만들 나무조차 남아있지 않아서 외부로 나갈 수 조차 없게 되어 라파누이 사람들은 이스터 섬에 고립된 신세가 되었다. 이후, 철저하게 그 섬 안에서만 생계를 해결해야 하는 상황에 직면했다.
결국 사람들은 카누가 없어서 낚시를 할 수 없게 되었으며 단백질을 섭취하기 위해 살인을 저지르고 인육을 섭취하는 지경에까지 이르렀다. 게다가 일반적인 농사가 불가능할 정도로 땅이 척박해지면서 돌뚜껑 농법으로 생계를 겨우 유지하게 되었다. 결국 자신들을 기아에 허덕이게 만든 원흉인 모아이를 훼손하기에 이르렀고 이 때문에 모아이의 눈과 모자를 파괴했다. 그래서 모아이는 현재의 모습이 되었다.
이후, 살아남은 몇 안되는 라파누이 사람들은 조인(鳥人)의 형상을 한 마케마케라는 신을 모아이 대신 숭배했다. 마케마케를 숭배함으로써 새처럼 하늘을 날고 싶어하는 의지를 담은 것이며 하늘을 날아서 이스터 섬을 탈출하고 싶은 욕망을 담았다.

## 문화
서태지의 "Moai"(모아이) 뮤직비디오의 배경이 되기도 해 화제를 모았다.

## 같이 보기
- 티키
- 돌하르방
- 토르 헤위에르달